# Kladruby nad Labem

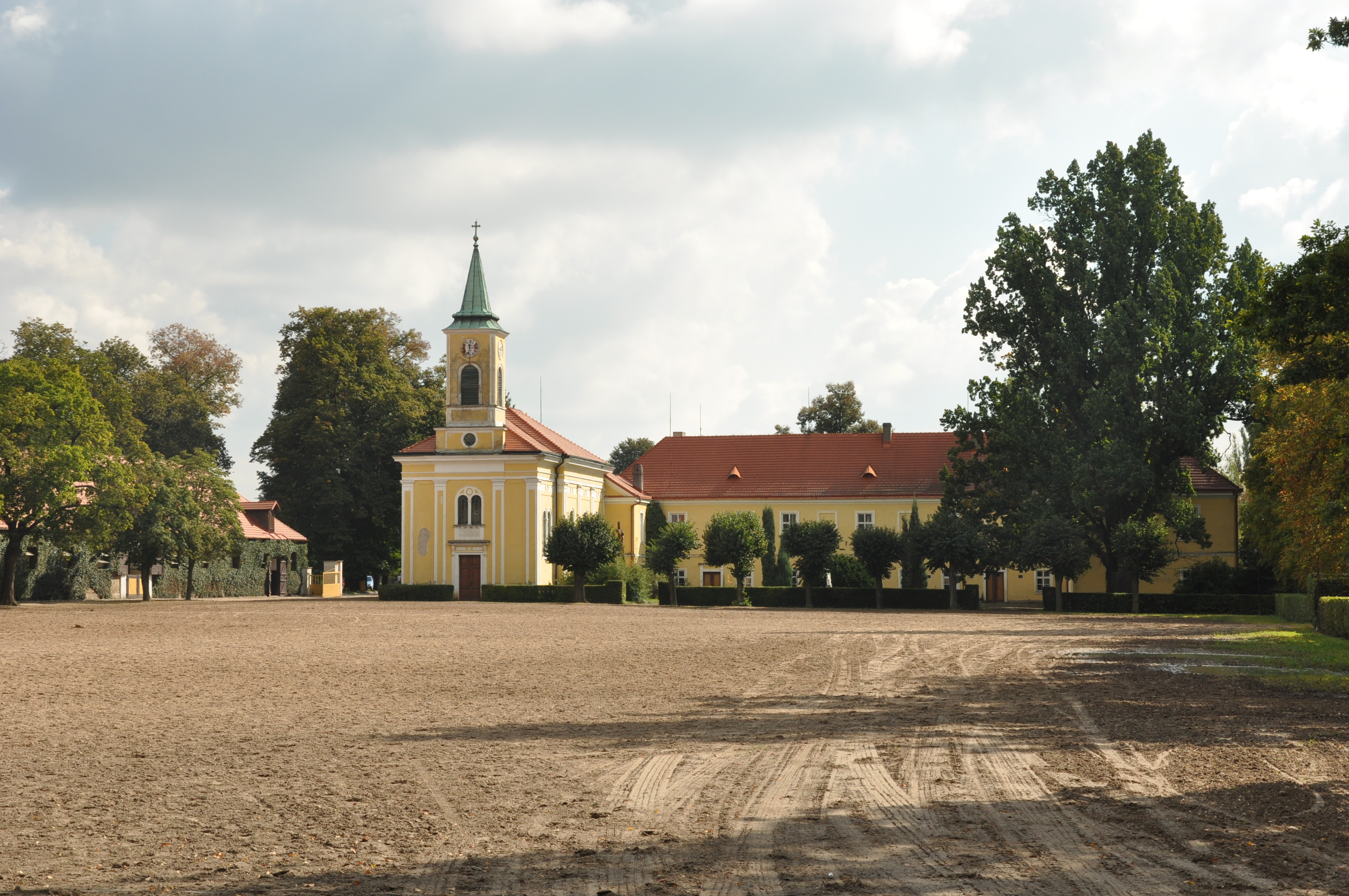
Kirche und Reitplatz

Kladruby nad Labem (deutsch Kladrub an der Elbe) ist eine Gemeinde in Ostböhmen in Tschechien. Sie liegt sechs Kilometer nordwestlich von Přelouč und gehört zum Bezirk Pardubice. Der Ort ist durch das Altkladruber Pferd bekannt.

## Geographie
Kladruby nad Labem befindet sich rechtsseitig der Elbe in der Středolabské tabule (Tafelland an der mittleren Elbe). Gegen Norden erstreckt sich ein ausgedehntes Waldgebiet. Westlich des Dorfes fließt der Bach Strašovský potok.
Nachbarorte sind Kolesa und Komárov im Norden, Strašov, Sopřeč und Vlčí Habřina im Nordosten, Přelovice und Semín im Osten, Přelouč und Lhota im Südosten, Labětín und Řečany nad Labem im Süden, Trnávka und Chvaletice im Südwesten, Selmice und Krakovany im Westen sowie Hlavečník, Tetov und Bílé Vchynice im Nordwesten.

## Geschichte
Die erste schriftliche Erwähnung des Ortes stammt aus dem Jahr 1295. Damals war es im Besitz des Litomyšler Prämonstratenserklosters. Im Jahr 1500 erwarb Kladruby der Obersthofmeister von Böhmen, Wilhelm II. von Pernstein, dem bereits große Teile der Herrschaft Pardubitz gehörten. Kladruby verblieb bei den Herren von Pernstein, bis es im Jahr 1560 Kaiser Ferdinand I. von seinem Oberstallmeister Jaroslav von Pernstein erwarb. Kaiser Rudolf II. begründete 1579 das Hofgestüt Kladrub.
Im Jahre 1835 bestand das im Chrudimer Kreis gelegene Dorf Kladrub bzw. Kladruby aus 47 Häusern, in denen 399 Personen lebten. Nach Kladrub konskribiert waren das westlich des Dorfes befindliche und aus sieben Häusern bestehende k.k. Hofgestüt mit Schloss, Beamtenwohnungen und Stallungen sowie das nördlich – im ehemaligen Tiergarten – gelegene herrschaftliche Jägerhaus. Unter kaiserlichem Patronat standen die Lokalkirche St. Wenzel und Leopold sowie die Schule. Außerdem gab es im Ort eine Begräbniskapelle der hl. Kreuzerhöhung. Zur Ernennung des Lokalisten, der auch den Titel eines k.k. Hofgestütskaplans führte, besaß der Přelautscher Pfarrer das Präsentationsrecht. Kladrub war Pfarrort für Semin sowie das Hofgestüt und dessen Filialanstalt Franzenshof bei Selmitz. Bis zur Mitte des 19. Jahrhunderts blieb Kladrub der k.k. Kameralherrschaft Pardubitz untertänig.
Nach der Aufhebung der Patrimonialherrschaften bildete Kladruby ab 1849 eine Gemeinde im Gerichtsbezirk Přelauč. Kaiser Franz Joseph I. verpfändete die k. k. Kameralherrschaft Pardubitz im Jahre 1855 als Staatsschuldverschreibung an die Oesterreichische Nationalbank, die die Herrschaft am 25. Juni 1863 an die k. k. privilegierte Österreichische Credit-Anstalt für Handel und Gewerbe verkaufte. 1866 erwarb der Großindustrielle Heinrich Drasche die Herrschaft. Das Hofgestüt blieb weiterhin im kaiserlichen Eigentum. Zu Beginn der 1860er Jahre wurde Kladruby nach Selmice eingemeindet. Ab 1868 gehörte das Dorf zum Bezirk Pardubitz. 1869 hatte Kladruby 473 Einwohner und bestand aus 55 Häusern. Zum Ende des 19. Jahrhunderts wurde die Gemeinde Selmice in Kladruby nad Labem umbenannt. Im Jahre 1900 lebten in Kladruby 461 Menschen, 1910 waren es 510. Das k.k. Hofgestüt wurde 1918 verstaatlicht. 1930 hatte Kladruby 432 Einwohner und bestand aus 71 Häusern. Selmice löste sich 1947 von Kladruby nach Labem los und bildete eine eigene Gemeinde. 1949 wurde Kladruby nach Labem dem Okres Přelouč zugeordnet; dieser wurde im Zuge der Gebietsreform von 1960 aufgehoben, seitdem gehört die Gemeinde zum Okres Pardubice. 1976 wurden Kolesa und Komárov eingemeindet; 1984 folgte Tetov und ein Jahr später noch Bílé Vchynice. Tetov wurde 1990 wieder eigenständig. Beim Zensus von 2001 lebten in den 242 Häusern der Gemeinde 660 Personen; davon 370 in Kladruby (115 Häuser), 120 in Kolesa (44 Häuser), 104 in Bílé Vchynice (57 Häuser) und 66 in Komárov (26 Häuser).

## Gemeindegliederung
Die Gemeinde Kladruby nad Labem besteht aus den Ortsteilen:
- Kladruby nad Labem
- Bílé Vchynice
- Kolesa
- Komárov

Zu Kladruby nad Labem gehören zudem die Ortslage Jeleniště sowie Einschichten Chaloupky bzw. Koleská Vrata, Cihelna, Josefov, Na Sklepích, U Mostu und V Mošnicích.
Das Gemeindegebiet gliedert sich in die Katastralbezirke Bílé Vchynice, Kladruby nad Labem, Kolesa und Komárov u Přelouče.

## Sehenswürdigkeiten
- Schloss und Nationalgestüt Kladruby nad Labem
- Kirche der Heiligen Wenzel und Leopold
- Friedhofskapelle der hl. Kreuzerhöhung
- Schutzengelstatue

## Persönlichkeiten
- Gottlieb Polak (1883–1942), Reitmeister